# Passeig de Joan Brudieu
El Passeig de Joan Brudieu és un passeig, paral·lel al carrer Major, de la ciutat pirinenca de la Seu d'Urgell, a l'Alt Urgell. És el centre de la població, té un alt valor social juntament amb el carrer Major, si bé aquest últim també té valor arquitectònic.
Hi ha plantats plataners en tres fileres a banda i banda i al centre, regats per tres canals que travessen tot el Passeig. A l'inici del Passeig, al costat de la plaça de Catalunya i el carrer de Sant Ot, hi ha una font i un avet de grans dimensions. Al final del Passeig hi ha l'hospital comarcal, el centre cívic, el convent i l'església de la Sagrada Família d'Urgell, conegut popularment com la Punxa. Dins del Passeig hi ha un quiosc, un bar amb terrassa, hi havia hagut un punt d'informació i una xurreria molt popular de fusta. A més a partir de la primavera també s'hi pot trobar les dues gelateries.
El Passeig duu el nom de Joan Brudieu, nascut cap al 1520 a la diòcesi de Llemotges i mort a la Seu d'Urgell el 1591. Fou mestre de capella de la Catedral de la Seu d'Urgell i és considerat un dels millors músics de tot el Renaixement català. També porten el seu nom l'institut IES Joan Brudieu i el Festival Internacional de Música Joan Brudieu que té lloc cada any a la ciutat.

## Celebracions
Cada any el 17 de gener, el dia de Sant Antoni Abat hi té lloc una escudellada o calderada dins la festa dels Tres Tombs. També és un dels llocs de pas de la processó de la Seu d'Urgell i les cercaviles. A més de les parades de Sant Jordi, de la festa major i la fira de Sant Ermengol.